# خرچنگ‌های مشت‌زن
خرچنگ‌های مشت‌زن سرده‌ای از خانواده خرچنگ‌های لجن‌زی هستند. خرچنگ‌های مشت‌زن همزیستی قابل توجه‌ای با شقایق دریایی دارند. شکل سرپنجه این سرده شبیه حالت و گارد مشت‌زنان می‌باشد.

## گونه‌ها
- Lybia australiensis (Ward, 1933)
- Lybia caestifera (Alcock, 1898)
- Lybia denticulata Nobili, 1905
- خرچنگ مشت‌زن ادموندسون Takeda & Miyake, 1970
- Lybia hatagumoana Sakai, 1961
- Lybia leptochelis (Zehntner, 1894)
- Lybia plumosa Barnard, 1947
- Lybia pugil (Alcock, 1898)
- خرچنگ مشت‌زن تسلاتا C. G. S. Tan & Ng, 1994
- Lybia tutelina C. G. S. Tan & Ng, 1994